# Vincent and the Doctor
"Vincent and the Doctor" (KBS 더빙판: 빈센트 반 고흐)는 영국의 SF 드라마 닥터 후 시즌 5의 열번째 에피소드로, 2010년 6월 5일 BBC One에서 처음 방송되었다. 리처드 커티스가 각본을 맡고 조니 캠벨이 감독하였으며, 배우 빌 나이가 카메오로 출연하였다.
빈센트 반 고흐의 그림 <오베르의 교회> 속 불길한 괴물에 흥미를 느낀 11대 닥터 (맷 스미스 분)와 에이미 (캐런 길런 분)는 1890년 6월 프랑스로 거슬러 올라가 반 고흐 (토니 커런 분)를 만난다. 고흐는 자신만이 볼 수 있는 크라파이스라는 투명 생명체의 습격으로 괴로워하고 있었다. 닥터와 에이미는 고흐와 힘을 합쳐 크라파이스를 물리치고, 고흐를 미래로 데려가 자신이 남긴 유산이 얼마나 훌륭한 평가를 받고 있는지를 보여준다. 새로운 삶을 살 것으로 보였던 고흐가 원래 운명대로 자살하면서, 닥터와 에이미는 결국 모든 시간을 다시 쓸 수는 없고 또 힘이 닿지 않는 영역도 있음을 깨닫지만, 한편으로 조금은 바뀐 고흐의 그림을 보면서 고독했던 삶에 좋은 일을 더한 것에 기뻐한다.
리처드 커티스는 자신이 유명해질 것이라는 사실을 전혀 몰랐던 반 고흐로부터 영감을 받고, 그를 중심으로 한 에피소드 소재를 담아두고 있었다. 커티스는 닥터후 제작진의 평가를 위해 대본을 공개하였고 그 과정에서 많은 수정이 가해졌다. 특히 반 고흐의 정신 질환에 대해서는 웃긴 묘사로 잔인하게 다루기보다는, 사실 그대로 반 고흐를 묘사하고 싶었다고 밝혔다. 에피소드의 촬영 작업은 크로아티아 트로기르에서 대부분 이뤄졌으며 반 고흐의 그림을 모델로 한 세트장이 여럿 지어졌다.
첫 방송 당시 BBC One과 BBC HD를 합쳐 총 676만 명의 시청자를 끌어모았으며, 평론가들의 반응은 대체로 긍정적이었다. 에피소드에 담긴 감동의 톤이 적절했는지는 여러 의견으로 갈렸지만, 대다수 평론가들은 토니 커런의 연기와 오르세 미술관에서 벌어지는 마지막 장면에 호평하였다. 반면 사태의 원인이 된 크라파이스는 '괴물'이라기엔 그다지 위협적인 캐릭터는 아니었다는 평가도 존재했다.

## 줄거리

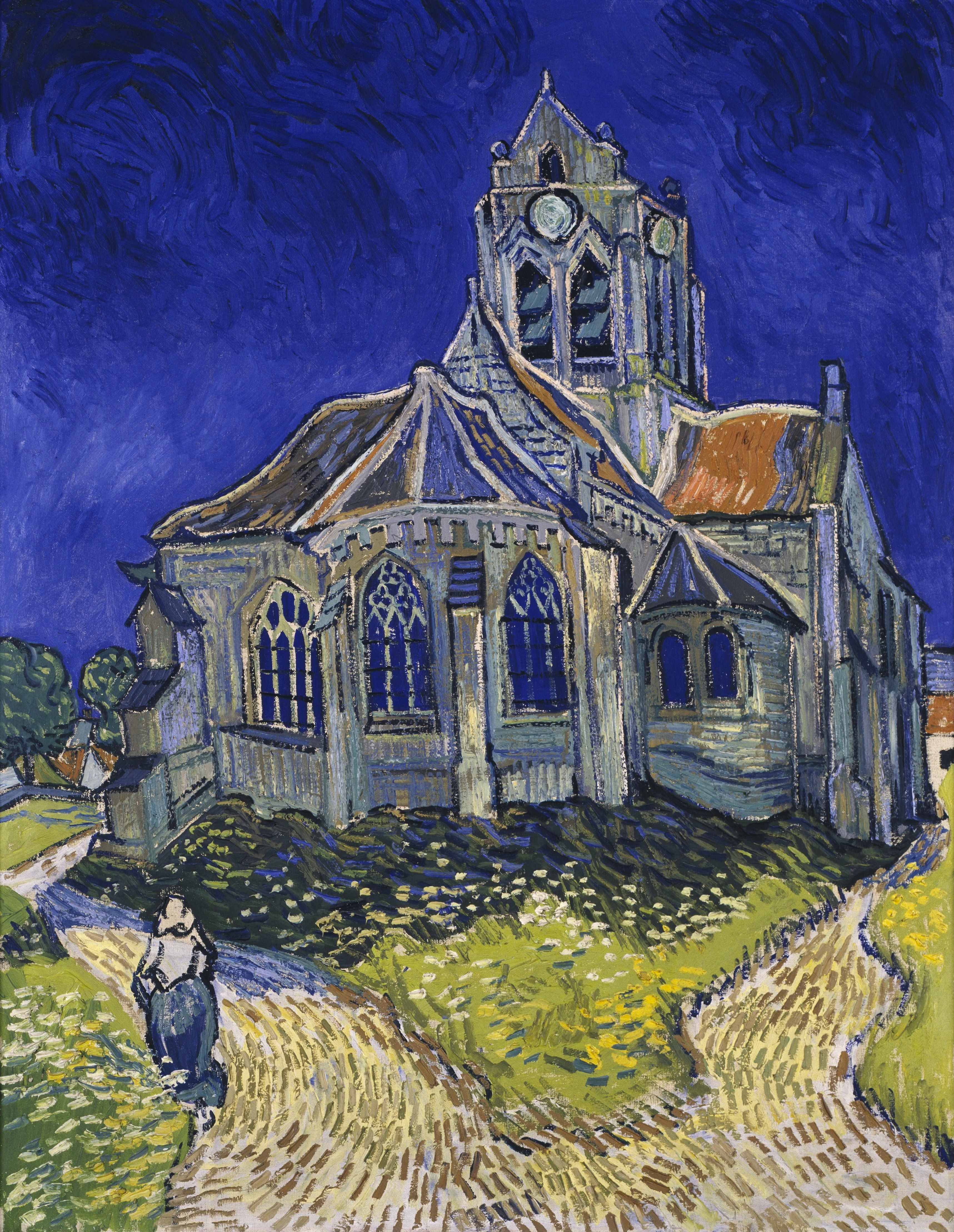
작중 크라파이스의 얼굴이 나타난 것으로 설정된 반 고흐의 그림 <오베르의 교회> (1890년).

### 시놉시스
11대 닥터는 에이미를 프랑스 파리의 오르세 미술관으로 데려간다. 그곳에서 후기 인상파 화가 빈센트 반 고흐의 전시회를 감상하던 닥터는 <오베르의 교회>에 그려진 창문 속에 외계 괴물처럼 보이는 무언가를 발견하고, 고흐에게 왜 이런 걸 넣었는지 물어봐야겠다며 시간을 거슬러 올라가 보기로 결심한다. 1890년 프랑스로 향한 두 사람은 카페에서 쫓겨나던 한 외로운 남자를 발견하는데 그가 바로 빈센트 반 고흐였다. 카페에서 이야기를 나누던 사이 밖에서 어린 소녀가 살해당했다는 소식이 알려진다. 세 사람은 무슨 일이 벌어진 것인지 알아보려 나갔다가, 마을 주민들로부터 미친 빈센트가 살인까지 저지른 게 아니냐며 돌을 맞는다. 닥터와 에이미는 빈센트에게 하룻밤을 묵게 해 달라 하고, 빈센트는 흔쾌히 두 사람을 집으로 초대한다.
고흐의 집에 들어선 닥터와 에이미는 집안을 빼곡히 채운 명화들을 보면서 감탄하지만, 빈센트는 어느 누구에게도 자신의 그림에 담긴 가치를 인정받지 못했다고 고백한다. 잠시 밖으로 나간 에이미는 빈센트에게만 보이는 투명 생명체의 공격을 받는다. 소동이 마무리되자 빈센트는 닥터에게 괴물의 형태를 스케치해 보여주고, 닥터는 그것의 정체를 '크라파이스' (krafayis)라 밝혀낸다. 처음에는 모두가 자신의 곁을 떠난다는 사실에 괴로워했던 빈센트는, 닥터와 에이미를 믿기로 하고 교회에서 함께 그림을 그리기로 결심한다. 빈센트가 그림을 그리기 시작하자 교회 내부에 들어온 크라파이스가 감지된다. 크라파이스가 다시 닥터와 에이미에게 돌진하자 빈센트가 나서 두 사람을 구하고, 닥터는 크라파이스가 눈앞이 보이지 않아 저렇게 날뛴다는 것을 깨닫는다. 그러나 그 사실을 밝히기도 전에 크라파이스가 빈센트에게 다시 돌진하고, 빈센트가 휘두른 이젤에 치명상을 입는다. 쓸쓸히 죽어가는 크라파이스를 보며 빈센트는 그 고통을 함께 체감한다. 그 날 밤, 뒷산 들판에 드러누운 닥터와 에이미는 빈센트의 설명과 함께 별이 빛나는 밤하늘을 바라본다.
다음 날, 닥터와 에이미는 빈센트를 타디스에 태워 오르세 미술관의 반 고흐 전시회로 데려간다. 빈센트는 전시장을 빼곡히 채운 자신의 그림을 보고 밀려오는 감격 속에 할 말을 잊는다. 미술관의 큐레이터인 블랙 박사 (Dr. Black)는 반 고흐를 어떻게 평가하느냐는 닥터의 말에 고통을 예술로 승화시킨 예술가라는 극찬과 함께, "가장 위대한 화가"이자 "지금까지 생존했던 그 어떤 예술가보다 더 대단했던 화가"라 단언한다. 그 말을 곁에서 들은 빈센트는 울음을 터뜨리고, 닥터는 빈센트를 위로한다.
닥터와 에이미는 고독에서 벗어나 자존감을 되찾은 빈센트를 과거로 돌려보내고 작별 인사를 나눈 뒤 현재로 돌아온다. 에이미는 새 인생을 살게 된 빈센트가 그림을 수백 점은 더 그렸을 거라며 기대하지만 닥터는 확신하지 못한다. 이윽고 에이미는 빈센트가 모험을 떠난 지 몇 주 뒤, 37세의 나이에 자살했다는 것을 확인하고 운명이 변하지 않았다는 사실에 충격을 받는다. 닥터는 인생이란 것은 나쁜 일과 좋은 일이 섞여 있다고 설명한다. 빈센트와의 짧은 만남은 나쁜 일을 전부 되돌릴 수는 없었겠지만, 그의 일생에 좋은 일을 더해준 셈이었다. 닥터의 설명을 뒷받침할 증거는 전시장에 걸려 있는 고흐의 그림에도 드러나 있었다. 교회 그림에는 괴물의 모습이 사라져 있었고, 해바라기 그림에 "For Amy" (→에이미를 위하여)라는 문구가 새겨져 있었던 것이다.

### 다른 에피소드와의 연관성
이번 여정은 이전 에피소드에서 닥터가 로리 윌리엄스의 죽음을 겪고 난 뒤, 에이미를 생각해 반 고흐를 만나러 가자며 시작된 여행인 것으로 묘사된다. 로리는 우주의 균열 속으로 흡수되어 시간 속에서 존재가 지워졌기에, 작중 에이미는 로리를 기억하지 못하는 모습을 보인다. 그러나 반 고흐는 에이미가 무의식적으로 로리의 죽음에 대해 슬픔을 느끼고 있음을 알고 있었고, 닥터도 실수로 에이미와 빈센트를 각각 에이미와 로리라고 부르는 모습을 보인다.
한편 닥터가 크라이피스의 모습을 비출 때 사용한 거울 장치와 타디스 타자기에서 출력된 문서에 1대 닥터와 2대 닥터의 모습이 나타난다.

## 제작

### 각본
"저는 반 고흐의 삶과 운명에 굉장히 감동을 받았습니다. 반 고흐는 아마도 모든 면에서 위대했으나 자기 작품에 대해서 전혀 칭찬받지 못한 유일한 예술가일 겁니다. 우리가 디킨스, 초서, 셰익스피어, 미켈란젤로, 레오나르도 다 빈치를 돌아본다 하면... 모두 본인이 살아 있을 때에도 대단히 유명했던 작가들이었죠. 그런데 이쪽은 이제 굉장히 인기있는 화가인데도, 찬사를 받지 못했고, 말 그대로 그림 한 점만 팔았습니다. 이 부분에서 저는 우리가 시간 여행을 한다면 그것을 바로잡을 수 있을까 싶은 의문이 들었어요. 그 의문이 이번 이야기의 집필에 있어서 첫 번째 영감이 되었습니다."

이번 에피소드의 작가를 맡은 리처드 커티스는 1999년 코믹 릴리프의 한 코너로 방영된 닥터후 코미디 스페셜 <The Curse of Fatal Death>의 총괄프로듀서를 맡은 전적이 있다. 해당 스페셜의 각본은 시즌 5의 쇼러너인 스티븐 모펏이 맡았는데, 그 당시의 인연을 바탕으로 모펏은 커티스에게 이번 시즌의 에피소드를 한 편 써 달라 부탁하면서 이번 에피소드의 기획이 이루어졌다. 커티스는 닥터후 내에서 옛 역사를 다룬 이야기를 좋아했고, 그러한 에피소드를 쓰는 것이 편할 거라 생각했다고 밝혔다. 한편으로 반 고흐를 주인공으로 한 이야기를 쓰자는 아이디어를 '오랫동안' 갖고 있었으며, 특히 반 고흐가 자신이 유명해지리란 것을 몰랐다는 사실을 흥미로워 했는데 이것을 집필의 영감으로 삼았다. 또한 우울증이란 소재와 그에 따른 대가에도 관심이 있었으며, 닥터가 시간을 다시 쓸 수 있어도 반 고흐의 '악마'는 닥터의 손이 닿지 않는 영역이었음을 드러내고 싶었다고 밝혔다. 이러한 아이디어에 대해 모펏 역시 '열광'하는 반응이었다고 전한다.
커티스는 모펏에게 자신의 각본을 보여주며 "뭐든지 전부" 지적해달라 했는데 모펏이 정말 솔직하게 지적해 줬다고 밝혔다. 총괄 프로듀서 피어스 웽거와 감독 조니 캠벨도 각본 검토에 참여했다. 모펏은 커티스에게 "더 빨리 시작해야 한다"는 지적과 함께, 닥터와 빈센트의 첫 만남이 "지루하다"면서 커티스가 감독했던 영화처럼 "귀엽게" 되어야 한다고 지적했다. 또 커티스가 각본에 쓴 대사량과는 달리 닥터가 그렇게까지 말이 많지는 않다면서, "닥터가 말하는 방식이 효율적인지"를 확인하기 위해 몇가지 에피소드를 시청할 것을 권했다. 커티스는 모든 일을 내 손으로 직접 만드는 것보다는 어떤 틀 내에서 작업하는 것이 "재밌다"면서, 세 사람과의 각본 검토가 즐거운 경험이었다고 밝혔다. 이후 본편의 주연을 맡은 배우 맷 스미스와 캐런 길런의 대본 리딩회를 거쳐 더 많은 수정이 가해졌다. 커티스는 두 배우가 "정말 즐겁고 새롭고 편하다"면서 그들을 감안해 각본을 쓰는 것은 쉬운 일이었다고 밝혔다. 커티스가 설정한 에피소드의 제목은 원래 "Eyes That See the Darkness" (어둠을 보는 눈)이었으나 반려되고 나서 지금의 제목이 정해지게 되었다.
커티스가 닥터후의 작가를 맡게 된 계기는 "자식들이 좋아할 것"이라 생각했기 때문이라고 밝혔다. 또 이번 에피소드를 집필하면서 커티스는 집안에 반 고흐의 그림 복사본과 줄거리를 담은 색인카드 판을 붙여 두고, 아이들로부터 몇 가지 아이디어를 추천받았다고 밝혔다. 캐런 길런도 이번 에피소드에서는 이야기의 스타일과 접근방식이 다르고 캐릭터 중심적이라는 소감을 밝혔다. 반 고흐라는 소재와 관련해 커티스는 어느정도 알고 있는 주제였지만 200쪽에 달하는 반 고흐 전기를 또 따로 읽었다고 밝혔다. 이는 다른 작품에서 작업할 때 통상적으로 진행하는 자료 조사의 양보다 훨씬 더 많은 수준이었으며, 반 고흐를 매우 진지하게 받아들이려 했다고 밝혔다. 이에 따라 커티스는 이번 에피소드가 "잔인하기보다는 사실적으로" 만들어지길 바랐다. 고흐의 일화 가운데 귀 하나를 잘린 이야기가 유명함에도 그것에 관한 유머는 담지 않기로 결정한 것도 같은 맥락이었다. 그러나 자연스레 작품을 재미있게 만들고자 했기에 다른 유머들은 집어넣었다고 밝혔다.

### 캐스팅과 촬영

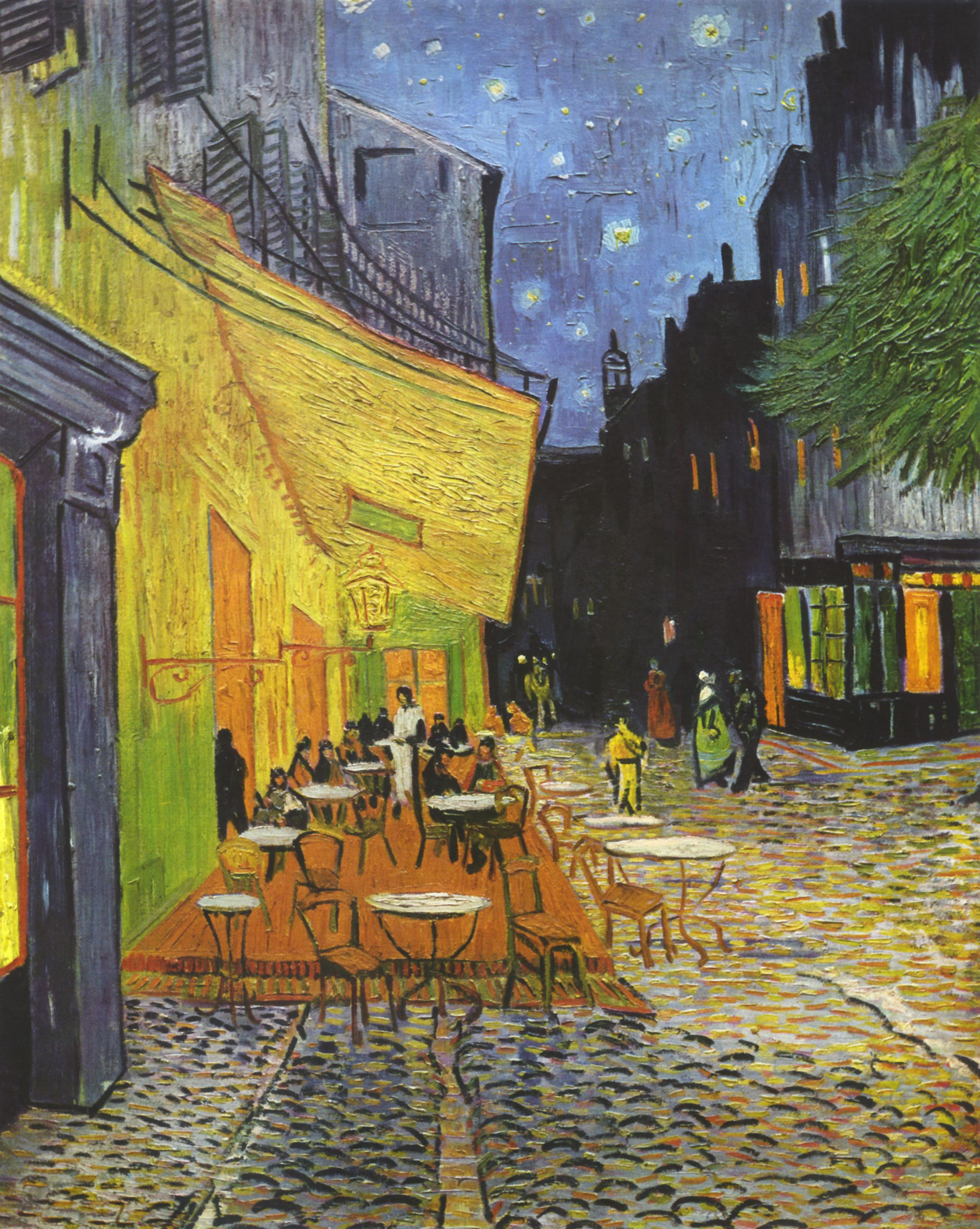
미술팀은 1888년 반 고흐의 그림 <밤의 카페 테라스>에 나오는 구도를 재현하기 위해, 크로아티아의 어느 카페를 섭외하여 세트장으로 꾸몄다.

커티스는 시청자들이 작중 반 고흐를 보고서 "다른 배역으로 접했던 배우가 주황색 가발을 쓴 것처럼" 느낄 게 아니라, 반 고흐 본인처럼 느낄 수 있기를 원했기에, 고흐 역의 캐스팅이 신중하게 진행되었다고 밝혔다. 최종적으로는 토니 커런이 캐스팅되었는데, 커티스는 "정말 이보다 더 반 고흐를 닮을 수 없는 훌륭한 배우"로 소개하였다. 토니 커런과 맷 스미스, 캐런 길런은 서로를 아주 잘 아는 사이가 되었고 캐런 길런은 이번 에피소드 내에서도 세 사람의 케미가 확실히 드러나기를 바랐다고 밝혔다. 한편 오르세 미술관의 반 고흐 전문 큐레이터로 빌 나이가 크레딧에는 표기되지 않은 채 깜짝 출연하였다. 빌 나이는 2004년 닥터후 뉴 시즌 부활 당시 9대 닥터 후보 배우 거론된 적이 있었다. 캠벨은 큐레이터 역에 빌 나이가 캐스팅된 것이 "매우 행운"이라고 밝혔는데 이는 작중 큐레이터가 사람들의 이목을 끌어야 했고, 후반부에 들어서 몹시 중요한 사실과 연관되어 있기에 다시 한번 이목을 끌어야 한다는 점에서 적절했다는 평가였다.
에피소드의 촬영작업은 "The Vampires of Venice"과 같은 제작일정 블록에 편성되어 크로아티아 트로기르에서 로케이션 촬영으로 진행됐다. 촬영 개시는 2009년 11월경에 이루어졌다. 교회 장면은 웨일스의 란다프 대성당에서 촬영되었으며, 오르세 미술관 장면은 카디프 국립 박물관에서 촬영되었는데 내부 공간을 두 배로 확장하였다. 일부 세트장의 경우에는 반 고흐의 실제 그림을 재현하였는데, 이를테면 닥터와 에이미가 머무는 반 고흐의 침실은 <아를의 침실>을 재현하였다. 또 닥터와 에이미가 반 고흐를 처음 만나는 카페는 <밤의 카페 테라스>를 모델로 삼아 그대로 재현하였다. 크로아티아 로케이션 당시 미술팀은 해당 카페의 세트장으로 활용하기 위한 촬영 장소 물색에 나섰는데 몹시 어려운 일이었다고 밝혔다. 결과적으로 한 카페를 섭외하는 데에는 성공하였으나 이번에는 그림과 똑같이 보이도록 차양을 치고, 창문을 교체하고, 바깥 테이블과 의자를 두는 등의 추가 작업이 이어졌다. 고흐가 미래의 전시회를 보는 엔딩 장면에는 영국 록 밴드 애슬리트의 곡 'Chances'가 삽입됐다.

## 방송과 평가
"Vincent and the Doctor"는 2010년 6월 5일 영국에서 BBC One을 통해 처음 방송되었으며 BBC HD를 통해서도 동시에 방송되었다. 첫 방송 당시 에피소드 내에서 다뤄진 우울증 등의 문제를 겪고 있는 시청자들을 위해 도움을 받을 수 있는 전화 서비스가 자막으로 내보내졌다.
밤사이 시청률 집계에 따르면 이번 에피소드의 시청자수는 500만 명으로, 당일 방영된 프로그램 가운데 2위, BBC One 방영 프로그램 가운데 1위를 차지했다. 최종 집계된 시청자수는 BBC One은 629만 명, BBC HD는 47만 명으로 총 676만 명으로 늘었다. 이는 BBC One 방영 프로그램 가운데 2위, BBC HD 방영 프로그램 가운데 1위를 기록한 규모였다. 시청 지수 (Appreciation Index)는 86점으로, '우수' 등급을 받았다.
"Vincent and the Doctor"는 2010년 9월 6일 "The Lodger", "The Pandorica Opens", "The Big Bang"과 함께 영국에서 DVD와 블루레이로 출시됐다. 이후 2010년 11월 8일 시즌5 완전판 박스셋에 수록되어 재출시되었다.

### 평론가들의 반응
"Vincent and the Doctor"는 대체로 긍정적인 평가를 받았다. 특히 반 고흐가 미래의 전시회를 방문하는 장면을 극찬하는 평론가 많았다. 리처드 커티스도 그 장면이 에피소드를 초월했다고 밝혔다.
SFX 매거진의 데이브 골더는 이번 에피소드에 별 5개 중 5개를 매기면서 "황홀한 분위기에 매력 넘치는, 닥터 후의 진정한 마법 같은 에피소드"라고 평했다. 덴 오브 긱 (Den of Geek)의 존 무어도 닥터후 팬으로서 "살아갈 이유를 재확인"했다며 이번 에피소드에 긍정적인 입장을 보였다. 줄거리의 일부 요소에 대해선 비판하면서도 결말에 대해서는 호평을 내리며, 결론적으로 이번 에피소드는 "완전히 쓸모없어도 완전히 예술적이다"라고 평했다. 메트로 지의 키스 왓슨은 "반 고흐의 세계에 대한 인상 깊은 상상력"에 놀랐으며 에피소드 내내 보여주는 커티스의 유머에 대해서도 칭찬했다. 또한 반 고흐의 우울증을 다룬 점과 관련해 소재의 민감함에 맞서 프로듀서들이 이뤄냈다는 감상을 받았으며 반 고흐 역을 맡은 커런의 연기에 대해서도 호평을 보냈다. 가디언 지의 마크 로슨은 이번 에피소드가 "역사 고증"과 "재미있는 예술 농담"을 담았다며 "유난히 좋았다", "스릴있고 재미있으며 교육적이다"라는 호평을 내렸다. 같은 신문에 리뷰글을 기고한 디보라 오(Deborah Orr)는 "반 고흐의 이야기를 눈물로 지새우는 사람으로 조명하는 것은 그다지 독창적이지 않겠으나, 인기있는 시간 여행을 배경으로 배치가 됐다면 그 생각은 정말 현명할 것"이라 평가하고, "리처드 커티스로부터, 삶을 긍정하는 기분 좋은 흐느낌에 부드럽게 매료된 느낌은 조금도 새로울 것이 아니었다"고 평했다.
영국 주류 언론의 리뷰글 가운데 인디펜던트 지의 톰 서트클리프는 이번 에피소드가 "처음에는 독창적이었고 그 다음에는 확실히 가슴 벅찼다"며 호평하였으나, 줄거리의 일부 측면에서는 에피소드에서 다루지 않은 더 넓은 의미를 가질 수 있겠다면서, 크라파이스의 죽음에 대해서도 "차갑고 무감각한 모습"으로 남았다고 지적하였다. 가디언 지의 샘 월러스턴은 커티스의 대사가 "재치 있고 영리했다"는 점에서 이번 에피소드가 마음에 들었으며, 작중에 드러난 도덕적 감정의 일부가 "설탕 찐드기처럼 끈적하다"는 느낌은 받았으나 결국 에피소드가 전하는 감동이 본인에게도 다가왔다고 밝혔다. AV 클럽의 키스 피피스는 이번 에피소드에 B-를 매기면서, 분위기 설정의 문제에서 "잘 해내지는 못했다"는 평을 내렸다. IGN의 맷 웨일스도 10점 만점에 7.5점을 매기며 엇갈린 평가를 내놓았다. 커런과 길런의 연기는 좋았고 이번 에피소드로 "드디어 우리에게 3차원적인 에이미 폰드를 만나게 했다"는 생각은 들었으나, "완벽한 상태인 것이 보통인" 맷 스미스로서는 "연기할 거리가 많지 않았다"고 지적했다. 또한 고흐를 괴롭히는 크라파이스가 일종의 은유 요소라는 점에서 "좋은 아이디어"였으나 괴물 그 자체로는 위협적이지 않다고 생각했으며, 감동적인 결말에 대해서는 "방종스러운 격정 (self-indulgently mawkish)"이라고 지적했다.
가디언지의 영화 블로그에 리뷰글을 올린 피터 브래드쇼는 "Vincent and the Doctor"가 "정말이지 영리하고, 재미있고, 마음에 든다. 몹시 초현실적인 에피소드"라 평했다. 그러면서 "커티스의 빈틈 없는 대사"와 "리차드 커티스만이 해낼수 있는, 요절복통할 정도로 감동적인 결말"에 대해서도 호평을 보냈다. 같은 신문의 닥터 후 블로그를 운영하는 댄 마틴은 이보다 좀 더 비판적인 자세를 취했다. 이번 에피소드의 "주된 문제점은 닥터후 이야기처럼 느껴지지 않는다"면서, "괴물이 찢고 나오는 중간 전개가 있었다면" 더 나았을지 모른다 지적했다. 또 각본에 대해서도 "감동의 채찍질이 무기급"이라면서 "따라갈 수 없는 가능성을 던져 버린다"고 비판하고, 괴물에 대해서도 "나중을 고려하지 않았고... 실질적인 위협도 없다"고 평가했다. 그러나 에피소드 내에서 우을증 극복을 다룬 것과 더불어 고흐 역의 커런이 펼친 "훌륭한 연기"에 대해선 호평하였으며, 월러스턴과 마찬가지로 감상 도중의 불안감에도 불구하고 이번 에피소드를 즐길 수 있다고 평가하였다.
이번 에피소드의 후기가 가장 부정적이었던 평론가는 텔레그라프의 게빈 풀러였다. 풀러러는 "충분히 괜찮은 전제를 설정해 놓고서는... 실현에는 완전히 실패한, 단조롭고 하찮은 에피소드"라고 비판했다. 그는 역사 속 "고통받는 예술가"를 소재로 삼았다는 점에서 시즌 3의 "The Shakespeare Code"와 비교하면서 이번 에피소드에서는 "서사의 추진력"이 부족했다고 지적하며, 반 고흐가 투명 괴물을 볼 수 있는 능력을 지녔다는 설정에 "심각한 플롯 구멍"이 있고 크라파이스는 "드라마 오랜 역사상 가장 쓸모없는 괴물"이라 혹평했다. 여기에 맷 스미스의 연기력을 비판하고, 반 고흐가 미래의 오르세 미술관을 방문했음에도 불구하고 여전히 자살로 생을 마감했다는 결말은 "말도 안되는 일"이라고 평가했다. 그러나 작중 닥터가 "좋은 일과 나쁜 일에 관하여 펼치는 설교"에 대해서는 (가디언지의 샘 월러스턴이 쓴 리뷰글과는 달리) 호평을 내렸으며 커티스가 "닥터를 자신의 로맨틱 코미디에 등장하는 휴 그랜트식 엉뚱한 캐릭터로 바꾸지 않은 점"에는 감사한 심정이었다고 밝혔다. 그러나 "나머지는 제대로 한 것이 별로 없었으며 그 결과는 엄청난 실망이었다"는 결론을 내렸다.

### 수상 내역
"Vincent and the Doctor"는 2010년 네뷸러상 우수 드라마 부문 브래드버리상 후보, 2011년 휴고상 드라마 단편상 후보에 올랐으나 수상에는 실패하였다. 당시 브래드버리상은 영화 《인셉션》이, 휴고상은 시즌5 마지막화인 "The Pandorica Opens" / "The Big Bang"이 수상하였다.
캐나다의 컨스텔레이션상 (Constellation Awards)에서 토니 커런은 맷 스미스와 함께 남우주연상 후보에, 리처드 커티스는 최우수 각본상 후보에 올랐다. 토니 커런은 10%의 득표율로 6위에 올랐고, 리처드 커티스는 크리스토퍼 놀란의 <인셉션>에 이어 1%차로 2위를 차지했다.

## 참고
1. ↑  정확히 프랑스의 어디로 간 것인지는 명확치 않다. 작중 빈센트 반 고흐가 <오베르의 교회> (1890년)를 그리러 교회로 가는 전개로 미뤄보아, 실제 교회가 있었던 오베르쉬르우아즈로 보인다. 그러나 크라파이스로부터 처음 공격받은 다음 날 등장한 고흐의 침실이 <아를의 침실> (1888년)에 그려진 것과 동일하게 꾸며져 있다. 현실의 아를과 오베르쉬르우아즈는 전혀 다른 동네다.